# دولینه (کانگیژا)
دولینه (به صربی: Doline) یک منطقهٔ مسکونی در صربستان است که در ناحیه بانات شمالی واقع شده‌است. دولینه ۵۱۶ نفر جمعیت دارد و ۱۰۳ متر بالاتر از سطح دریا واقع شده‌است.